# 哈罗德·斯科特·麦克唐纳·考克斯特
哈罗德·斯科特·麦克唐纳·「唐纳」·考克斯特（英語：Harold Scott MacDonald "Donald" Coxeter，1907年2月9日—2003年3月31日，英語發音[ˈhæɹəld skɒt məkˈdɒnld ˈkɒksɪtə]），20世纪的几何学家。他生于伦敦，但大部分时间住在加拿大。
他在多伦多大学工作60年，出版12本书。他的研究最著名是正则多胞体和高维几何。他认识毛里茨·科內利斯·埃舍尔，他的几何图形研究启发了埃舍尔的创作。他也啟发了巴克敏斯特·富勒的一些创作。
他跟随路德维希·维特根斯坦在剑桥大学三一学院学习数学哲学。他完成博士後留在剑桥大学，然後在普林斯顿大学作研究。1936年他往多伦多大学，1948年成为教授。

## 著作
- The Real Projective Plane (1955)
- Introduction to Geometry (1961)
- Regular Polytopes (1963)
- Regular Complex Polytopes
- Non-Euclidean Geometry (1965)
- Geometry Revisited (with S. L. Greitzer, 1967)
- Projective Geometry (2d ed, 1974)
- The Beauty of Geometry: Twelve Essays
- The Fifty-Nine Icosahedra (with P. Du Val, H. T. Flather, J. F. Petrie)
- Mathematical Recreations and Essays (with W. W. Rouse Ball)

## 外部連結
- Harold Scott McDonald Coxeter